# Johann-Salomon Hegi

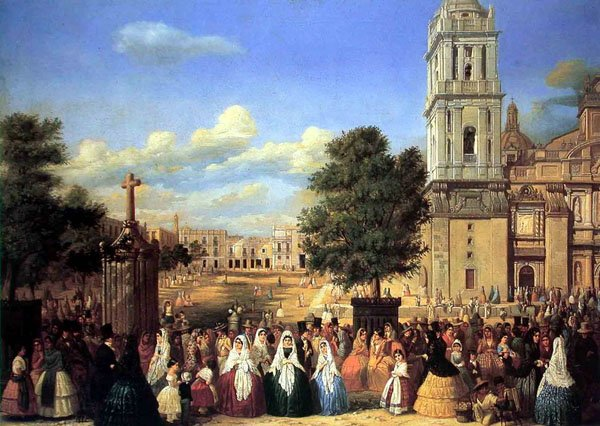
Die Kathedrale
und der Paseo de las Cadenas
am Gründonnerstag

Johann-Salomon Hegi (* 9. Oktober 1814 in Zürich; † 11. Dezember 1896 ebenda) war ein Schweizer Landschafts- und Genremaler sowie Zeichner und Karikaturist.
Hegi studierte ab dem 5. April 1838 an der Königlichen Akademie der Künste in München. In München war er mit Gottfried Keller befreundet, der dort von 1840 bis 1842 Malerei studierte, aber nicht immatrikuliert war. Den Zeitraum von 1849 bis 1860 verbrachte Hegi in Mexiko, meist in Veracruz. Dort schuf er Zeichnungen und Aquarelle aus dem Alltag der mexikanischen Provinz. Nach der Heimkehr war er in Zürich tätig. U. a. illustrierte er 1877 die Novelle von Gottfried Keller Der Landvogt von Greifensee aus dem Zyklus der Züricher Novellen.